# Efate (geslacht)
Efate is een geslacht van spinnen uit de familie springspinnen (Salticidae).

## Soorten
De volgende soorten zijn bij het geslacht ingedeeld:
- Efate albobicinctus Berland, 1938
- Efate fimbriatus Berry, Beatty & Prószyński, 1996
- Efate raptor Berry, Beatty & Prószyński, 1996